# Dannebrog Bowl
Dannebrog Bowl er den danske finale i Flag Football, som spilles efter grundspillet i FNL og semifinalerne i slutspillet. Den er således pendant til Super Bowl i NFL i USA.

## Historisk – Dannebrog Bowl
Det første Dannebrog Bowl blev afholdt i 2004 efter første sæson med en officielle landsdækkende flag football-liga under DIF.
Indtil oprettelsen af FNL (national ligaen) i sæson 2009, bestod slutspillet i play-off kampe mellem de 3 bedste fra hver side af Storebælt efter endt grundspil; i alt 5 kampe per hold. Dannebrog Bowl blev således afholdt mellem de to mest vindende i play-off kampene.
Efter oprettelsen af FNL (national ligaen), som består af de bedste 6 hold fra hver side af Storebælt, består slutspillet i to semifinaler mellem de 2 bedste fra hver side efter endt grundspil. Dannebrog Bowl bliver således afholdt mellem de to vindere af semifinalerne.

## Dannebrog Bowls
| Nr.   | År   | Vinderhold             | Taberhold                | Resultat | Spillested          |
| ----- | ---- | ---------------------- | ------------------------ | -------- | ------------------- |
| I     | 2004 | Frozen Mammoths MF*    | Hong Kong Bakers**       | 31-6     | Vanløse Stadion     |
| II    | 2005 | Mammoths MF            | Brede Packers***         | 39-32    | Vanløse Stadion     |
| III   | 2006 | Mammoths MF            | Hellerup Haxers          | 33-25    | Farum Park          |
| IV    | 2007 | Aarhus Warthogs****    | Mammoths MF              | 31-27    | Farum Park          |
| V     | 2008 | Mammoths MF            | SSI Sharks               | 46-34    | Farum Park          |
| VI    | 2009 | Mammoths MF            | Skt. Klemens Red Dragons | 33-18    | Farum Park          |
| VII   | 2010 | Aarhus Tigers          | SSI Sharks               | 38-34    | Farum Park          |
| VIII  | 2011 | Mammoths MF            | Herlev Rebels            | 59-13    | Farum Park          |
| IX    | 2012 | Mammoths MF            | Aarhus Tigers            | 48-27    | Vejle Stadion       |
| X     | 2013 | Aarhus Frogs           | Avedøre Mammoths         | 39-32    | Fælledparken        |
| XI    | 2014 | Allerød Armadillos     | Avedøre Mammoths         | 34-25    | Fælledparken        |
| XII   | 2015 | Allerød Armadillos     | Avedøre Mammoths         | 56-20    | Fælledparken        |
| XIII  | 2016 | Copenhagen Fusion***** | Allerød Armadillos       | 19-14    | Fælledparken        |
| XIV   | 2017 | Herlev Rebels          | Søllerød Gold Diggers    | 33-31    | Kildegårdskolen     |
| XV    | 2018 | Søllerød Gold Diggers  | Herlev Rebels            | 40-33    | Gentofte Sportspark |
| XVI   | 2019 | Allerød Armadillos     | Søllerød Gold Diggers    | 40-23    | Gentofte Sportspark |
| XVII  | 2020 | Allerød Armadillos     | Søllerød Gold Diggers    | 34-25    | Rundforbi Stadion   |
| XVIII | 2021 | Allerød Armadillos     | Søllerød Gold Diggers    | 31-20    | Rundforbi Stadion   |
| XIX   | 2022 | Allerød Armadillos     | Odense Badgers           | 48-34    | Kildegårdskolen     |
| XX    | 2023 | Allerød Armadillos     | Herlev Rebels            | 20-13    | Aalborg Rugbyklub   |

(*) Senere Mammoths MF,
(**) Senere Nyhavn FF,
(***) Senere Lyngby Sabres,
(****) Senere Aarhus Tigers, (*****) Senere Søllerød Gold Diggers